# Powiat Poznański

Flagge des Powiat Poznański

Der Powiat Poznański ist ein Powiat (Kreis) in der polnischen Woiwodschaft Großpolen, der das Umland der Großstadt Poznań umfasst. Der Powiat hat eine Fläche von 1899,61 km², auf der etwa 384.500 Einwohner leben. Die Bevölkerungsdichte beträgt 208 Einwohner/km² (2019).

## Gemeinden
Der Powiat umfasst siebzehn Gemeinden, davon zwei Stadtgemeinden, acht Stadt-und-Land-Gemeinden und sieben Landgemeinden.

### Stadtgemeinden
- Luboń (Luban)
- Puszczykowo (Puszczykowo)

### Stadt-und-Land-Gemeinden
- Buk (Buk)
- Kostrzyn (Kostschin)
- Kórnik (Kurnik)
- Mosina (Moschin)
- Murowana Goślina (Murowana Goslin)
- Pobiedziska (Pudewitz)
- Stęszew (Stenschewo)
- Swarzędz (Schwersenz)

### Landgemeinden
- Czerwonak (Czerwonak)
- Dopiewo (Dopiewo)
- Kleszczewo (Wilhelmshorst)
- Komorniki (Komorniki)
- Rokietnica (Rokietnice)
- Suchy Las (Suchylas)
- Tarnowo Podgórne (Schlehen)

## Partnerschaften
Seit 2000 besteht eine Partnerschaft mit der Region Hannover in Niedersachsen.